# ATX Open 2023
ATX Open 2023 byl profesionální tenisový turnaj hraný na ženském okruhu WTA Tour ve Westwood Country Clubu. Úvodní ročník ATX Open probíhal mezi 27. únorem až 5. březnem 2023 v texaském hlavním městě Austinu na dvorcích s tvrdým povrchem. Do kalendáře okruhu byl oficiálně zařazen v listopadu 2022.
Turnaj dotovaný 259 303 dolary patřil do kategorie WTA 250. Nejvýše nasazenou singlistkou se stala dvacátá první tenistka světa Magda Linetteová z Polska. Jako poslední přímá účastnice do dvouhry nastoupila, v době ukončení přihlášek, polská 101. hráčka žebříčku Magdalena Fręchová. V důsledku invaze Ruska na Ukrajinu na konci února 2022 řídící organizace tenisu ATP, WTA a ITF s grandslamy rozhodly, že ruští a běloruští tenisté mohli dále na okruzích startovat, ale do odvolání nikoli pod vlajkami Ruska a Běloruska.
První singlový titul na okruhu WTA Tour získala 20letá Ukrajinka Marta Kosťuková, která se posunula na nové kariérní maximum, 40. místo. Čtyřhru ovládl novozélandsko-indonéský pár Erin Routliffeová a Aldila Sutjiadiová, jehož členky si odvezly první společnou trofej.

## Rozdělení bodů a finančních odměn

### Rozdělení bodů
| Soutěž  | Soutěž      | vítězky | finalistky | semifinalistky | čtvrtfinalistky | 16 v kole | 32 v kole | Q  | Q2 | Q1 |
| ------- | ----------- | ------- | ---------- | -------------- | --------------- | --------- | --------- | -- | -- | -- |
| dvouhra | [ 3 ] [ 7 ] | 280     | 180        | 110            | 60              | 30        | 1         | 18 | 12 | 1  |
| čtyřhra | [ 8 ]       | 280     | 180        | 110            | 60              | 1         | —         | —  | —  | —  |

### Finanční odměny
| Soutěž                              | Soutěž      | vítězky  | finalistky | semifinalistky | čtvrtfinalistky | 16 v kole | 32 v kole | Q2      | Q1      |
| ----------------------------------- | ----------- | -------- | ---------- | -------------- | --------------- | --------- | --------- | ------- | ------- |
| dvouhra                             | [ 3 ] [ 7 ] | 34 228 $ | 20 226 $   | 11 275 $       | 6 418 $         | 3 922 $   | 2 804 $   | 2 075 $ | 1 340 $ |
| čtyřhra                             | [ 8 ]       | 12 477 $ | 7 000 $    | 4 020 $        | 2 400 $         | 1 848 $   | —         | —       | —       |
| částka ve čtyřhře je uvedena na pár |             |          |            |                |                 |           |           |         |         |

## Ženská dvouhra

### Nasazení
| Stát                          | Hráčka                | WTA | Nasazení |
| ----------------------------- | --------------------- | --- | -------- |
| Polsko                        | Magda Linetteová      | 21. | 1.       |
| Čína                          | Čang Šuaj             | 22. | 2.       |
|                               | Anastasija Potapovová | 29. | 3.       |
| USA                           | Danielle Collinsová   | 40. | 4.       |
| USA                           | Sloane Stephensová    | 41. | 5.       |
| USA                           | Lauren Davisová       | 49. | 6.       |
| USA                           | Alycia Parksová       | 51. | 7.       |
| Ukrajina                      | Marta Kosťuková       | 55. | 8.       |
| Žebříček WTA k 20. únoru 2023 |                       |     |          |

### Jiné formy účasti
Následující hráčky obdržely divokou kartu do hlavní soutěže:
- Mirjam Björklundová
- Elizabeth Mandliková
- Peyton Stearnsová

Následující hráčka nastoupila pod žebříčkovou ochranou:
- Taylor Townsendová

Následující hráčky postoupily z kvalifikace:
- Katie Boulterová
- Louisa Chiricová
- Ashlyn Kruegerová
- Ann Liová
- Robin Montgomeryová
- Heather Watsonová

Následující hráčky postoupily z kvalifikace jako šťastné poražené:
- Erika Andrejevová
- Nao Hibinová
- Coco Vandewegheová

### Odhlášení
před zahájením turnaje
- Čang Šuaj → nahradila ji   Erika Andrejevová
- Lauren Davisová → nahradila ji  Nao Hibinová
- Viktorija Golubicová → nahradila ji  Harriet Dartová
- Anhelina Kalininová → nahradila ji  Dajana Jastremská
- Jasmine Paoliniová → nahradila ji  Katie Volynetsová
- Emma Raducanuová → nahradila ji  Coco Vandewegheová
- Alison Van Uytvancková → nahradila ji  Dalma Gálfiová

## Ženská čtyřhra

### Nasazení
| Stát                                                                      | Hráčka                      | Stát      | Hráčka             | WTA  | Nasazení |
| ------------------------------------------------------------------------- | --------------------------- | --------- | ------------------ | ---- | -------- |
| USA                                                                       | Nicole Melichar-Martinezová | Austrálie | Ellen Perezová     | 35.  | 1.       |
| Nový Zéland                                                               | Erin Routliffeová           | Indonésie | Aldila Sutjiadiová | 71.  | 2.       |
| Německo                                                                   | Anna-Lena Friedsamová       | Ukrajina  | Nadija Kičenoková  | 168. | 3.       |
| Spojené království                                                        | Harriet Dartová             |           | Alexandra Panovová | 181. | 4.       |
| Žebříček WTA k 20. únoru 2023; číslo je součtem umístění obou členek páru |                             |           |                    |      |          |

### Jiné formy účasti
Následující páry obdržely divokou kartu:
- Charlotte Chavatiponová /  Sabina Zejnalovová
- Ashlyn Kruegerová /  Robin Montgomeryová

### Odhlášení
před zahájením turnaje
- Miju Katová /  Aldila Sutjiadiová → nahradily je  Erin Routliffeová /  Aldila Sutjiadiová
- Jana Sizikovová /  Alison Van Uytvancková → nahradily je   Anna Blinkovová /   Jana Sizikovová

## Přehled finále

### Ženská dvouhra
- Marta Kosťuková vs.   Varvara Gračovová, 6–3, 7–5

### Ženská čtyřhra
- Erin Routliffeová /  Aldila Sutjiadiová vs.  Nicole Melicharová-Martinezová /  Ellen Perezová, 6–4, 3–6, [10–8]